# 김기범 (1985년)
김기범(1985년 3월 22일 ~ )은 대한민국의 음악가이자 록 밴드 국카스텐의 베이시스트이다.
'기뱅'이라는 별명을 가지고 있으며 다른 멤버들이 국카스텐의 전신이었던 The C.O.M의 멤버였던 것과 다르게, 그는 국카스텐으로 활동할 때부터 팀에 들어와서 활동했다.